# Erikbelen, Başçiftlik
Erikbelen là một xã thuộc huyện Başçiftlik, tỉnh Tokat, Thổ Nhĩ Kỳ. Dân số thời điểm năm 2011 là 139 người.